# 芴酮
芴酮是一种芳香有机化合物，化学式为C13H8O。它呈荧光的亮黄色，在室温下为固体。
在芴里加入冰醋酸和次氯酸钠溶液，经过氧化反应后可以合成芴酮。
几种取代的芴酮具有生物活性，可用作抗生素、抗癌剂、抗病毒剂或神经调制化合物。
一些取代的氮杂芴酮具有生物活性，例如天然存在的抗微生物化合物1-甲基-4-氮杂芴酮。1,8-二氮杂芴-9-酮可用于指纹检测。